# Brokenwood (série télévisée)
Brokenwood (The Brokenwood Mysteries) est une série télévisée néo-zélandaise diffusée depuis le 28 septembre 2014 sur Prime TV, puis sur Acorn TV depuis 2021.
En France, la série est diffusée depuis le 7 juillet 2015 sur France 3, et au Canada francophone depuis le 22 juillet 2017 sur ICI Radio-Canada Télé.

## Synopsis
L'inspecteur de police Mike Shepherd, de la police judiciaire d'Auckland, est envoyé à Brokenwood pour une enquête.
À l'issue de celle-ci, il décide de demander sa mutation pour cette petite ville même si cela le contraint à accepter un poste de grade inférieur. Il est dès lors assisté par le commandant Kristin Sims et le capitaine Sam Breen.
La faible population de Brokenwood entraîne une grande récurrence des personnages secondaires, élément qui constitue un atout de cette série.

## Distribution
- Neill Rea (en) (VF : Bruno Magne) : Mike Shepherd[3]
- Fern Sutherland (VF : Noémie Orphelin) : Kristin Sims[4]
- Nic Sampson (en) (VF : Benjamin Pascal) : Sam Breen[5] (saisons 1 à 7)
- Jarod Rawiri (VF : Olivier Chauvel) : Daniel Chalmers (depuis la saison 7)
- Pana Hema Taylor (en) (VF : Zouheir Zerhouni) : Jared Morehu (saisons 1 à 6)
- Cristina Ionda (en) (VF : Macha Petina) : Dr Gina Kadinsky, médecin légiste[6]

- Version française
  - Société de doublage : MFP[7]
  - Direction artistique : Viviane Ludwig[7], Coco Noel
  - Adaptation des dialogues : Adelaïde Pralon, Bérénice Froger, Anthony Panetto (10 épisodes)[8], Florence Curet[7] et Olivier Jankovic

Source VF : Doublage Séries Database

## Production et diffusions
Après la diffusion des premiers épisodes, la chaîne Prime TV a commandé une deuxième saison pour une diffusion du 27 septembre 2015 au 18 octobre 2015. Les six premières saisons comptent quatre épisodes chacune.
Dans son pays de production, après 6 ans de diffusion sur Prime TV, la série rejoint, pour sa septième saison, la chaine TVNZ 1.

## Épisodes

### Première saison (2014)
1. Du sang et de l'eau (Blood and Water)
  - Des pêcheurs découvrent le cadavre d'un fermier dans la rivière. Est-ce le suicide d'un homme coupable d'avoir tué sa femme, ou a-t-il été assassiné ? L'inspecteur Mike Shepherd de la police judiciaire d'Auckland est envoyé à Brokenwood pour mener l'enquête. Tout en démêlant les mystères d'une famille, Mike Shepherd découvre une ville où les secrets sont bien gardés[11].
2. Les Raisins de la colère (Sour Grapes)
  - À Brokenwood, tous les vignerons sont présents au concours viticole. Mike Shepherd vient d'acheter un petit vignoble et se réjouit d'avance d'y assister. Cette année, à la surprise générale, Amanda James est détrônée par son rival, le viticulteur de la cave Bright Valley. Le lendemain, Paul Winterson, le président du concours, est retrouvé mort dans une cuve à fermentation de l'établissement d'Amanda James. Mike Shepherd et Kristin Sims mènent l'enquête[12].
3. Pour l'amour du golf (Playing the lie).
  - Les membres fondateurs du club de golf de Brokenwood se réunissent pour leur partie du mercredi matin. Au milieu de leur premier green, ils découvrent le cadavre d'Alison Stone, la propriétaire du club. Shepherd et Sims vont enquêter sur ce qui semble être un homicide par empoisonnement[8],[13],[14].
4. Chasse à l'homme (Hunting the Stag)
  - Trois amis vont chasser le daim en forêt. L'un d'entre eux, futur marié, est tué d'une balle dans la tête. Aucun des deux autres n'avoue avoir appuyé sur la détente et provoqué la mort de Hayden Renner. Cependant, ils avaient tous deux vidé leur fusil, sans avoir tué le moindre gibier. Hayden Renner a-t-il été tué accidentellement ou assassiné[15] ?

### Deuxième saison (2015)
La chaîne Prime TV a commandé une deuxième saison pour une diffusion du 27 septembre au 18 octobre 2015.
1. Les Fantômes de la ligne de touche (Leather & Lace)
  - L'entraîneur du club de rugby de Brokenwood est retrouvé mort, nu et attaché aux poteaux. Un second corps est bientôt découvert. Coïncidence ou tueur en série ?
2. Mourir ou ne pas mourir (To Die or Not To Die)
  - Un comédien de la Brokenwood Theatre Society s'effondre et meurt à la fin d'une représentation d'Hamlet.
3. La Pêche du jour (Catch of the Day)
  - Une main humaine est découverte dans les filets d'un pêcheur de langoustines. Mike et Kristin cherchent à savoir si son "propriétaire" est toujours vivant.
4. Rose sang (Blood Pink)
  - Une musicienne country est retrouvée morte dans sa baignoire, électrocutée par sa guitare. Suicide ou meurtre ?

### Troisième saison (2016)
Une troisième saison a été commandée pour une diffusion en 2016,.
1. Le Veuf noir (The Black Widower)
  - Ray Neilsen est le patron d'une petite entreprise qui propose des visites de Brokenwood aux touristes. Sa femme Debbie est retrouvée sans vie dans la forêt. Neilsen indique aux enquêteurs qu'elle était diabétique et qu'elle a pu en mourir. Mais l'autopsie écarte cette hypothèse. Shepherd, Sims et Breen commencent à interroger le voisinage pour tenter de comprendre ce qu'il s'est passé[18].
2. Pris au jeu (Over Her Dead Body)
  - Declan O'Grady, jardinier et auteur de poèmes, meurt d'un cancer. Après les hommages funèbres, la porte arrière du corbillard s'ouvre malencontreusement, le cercueil tombe du véhicule et dévoile le corps d'une jeune femme. Celle-ci arbore un tatouage manuscrit, « Scarlett », et une importante blessure au thorax[19].
3. La Mécanique du crime (The Killing Machine)
  - Un individu s'introduit dans un garage, où travaille un mécanicien, et y verse de l'essence. Le lendemain matin, le corps d'un jeune homme cagoulé est retrouvé près d'une Cadillac Eldorado 1969 dans le même établissement. Ses blessures correspondent à une chute depuis la lucarne, ouverte. Mais Gina explique à Mike et à Kristin qu'il a aussi été frappé avec un objet contondant, à l'arrière du crâne[20].
4. Un Noël rouge (A Merry Bloody Christmas)
  - Alors que Brokenwood se prépare pour les festivités de Noël, Mike Sheperd et son équipe découvrent le Père Noël la gorge tranchée. Le défunt est en fait le très apprécié maire de la ville, Evan Whitestone qui défile chaque année revêtu du costume traditionnel. Les élections municipales approchant, il avait quatre rivaux prêts à tout pour être élus et tous avaient une dent contre le défunt. Mais cette fois c’est avec un rasoir que l’un d’eux s’est vengé…[21]

### Quatrième saison (2017)
Une quatrième saison est diffusée du 29 octobre au 19 novembre 2017 sur la chaîne Prime TV.
1. Chute libre (Fall from Grace)
  - Mike, Kristin et Breen sont sur le point de débuter un pique-nique organisé par Gina pour l'anniversaire de Mike. C'est alors qu'un homme tombe brutalement non loin d'eux : il s'agit d'André, ex-petit ami de Kristin, qui semble avoir été victime d'un accident de saut en parachute[23].
2. Tu ne tueras point (Stone Cold Dead)
  - Charity Highmore Brown, institutrice du village touristique est morte, tuée d'une flèche en plein front. Mike, Kristin et Breen découvrent vite qu'elle n'était pas très appréciée par les autres bénévoles[24].
3. L'Épouvantail (The Scarecrow)
  - L'agriculteur et apiculteur Philip Hendersen est retrouvé mort, attaché à un épouvantail dans une mise en scène macabre. Le médecin légiste conclut à un empoisonnement[25].
4. La Mémoire qui flanche (As If Nothing Had Happened)
  - Edward Alderston, vieil homme atteint de la maladie d’Alzheimer vient d'être placé, contre son gré, dans une maison de retraite. Le lendemain, un autre pensionnaire de l'établissement, Mitch Waterson, financier véreux, est assassiné[26].

### Cinquième saison (2018)
La série a été renouvelée pour une cinquième saison pour une diffusion en 2018.
1. Mort de trouille (Scared to Death)
  - Harold Wilbury, le propriétaire de manèges est retrouvé mort d'une crise cardiaque après un trajet dans le train fantôme. Est-il possible de mourir de peur[28] ?
2. Jeu, set et macchabée (Bride Not to Be)
  - Le corps d’une future mariée est retrouvé dans un cours d'eau, le soir de son enterrement de vie de jeune fille[29].
3. Dix petits héritiers (Tontine)
  - Lester Nyman atteint un col à vélo et succombe à une attaque cardiaque. Rien de suspect à première vue. Mais sa toxicologie montre des niveaux astronomiques de caféine[30].
4. Meurtre dans un nid de coucou (The Dark Angel)
  - Dans un asile abandonné appelé Brokenwood Downes, deux adolescents tombent sur le corps d'un vieil homme, attaché sur un chariot et avec des électrodes au niveau de ses tempes. Il semblerait qu'il ait été victime d'une électrocution[31].

### Sixième saison (2019)
Une sixième saison a été décidée par la société de production South Pacific Pictures (en), pour un tournage à la mi-2019, dans la région d'Auckland, avec le soutien de NZ on Air (en). Elle est diffusée depuis le 10 novembre 2019. En France, sur France 3, la diffusion débute le 9 février 2020.
1. À gaz et à vapeur (The Power of Steam)
  - Au cours d'un festival Steampunk, un membre du Club des Aéronautes de Brokenwood meurt dans l'explosion des toilettes chimiques. Quand ils trouvent une bonbonne de gaz près de la cabine, le commandant Shepherd et son équipe soupçonnent un meurtre.
2. Le Poignard ou la plume (A Real Page Turner)
  - Jack Rudd, auteur de romans policiers de renommée internationale, vient honorer de sa présence le petit club de lecture de Brokenwood. Mais quelques minutes après la lecture de son dernier livre, l'écrivain est assassiné selon le même mode opératoire utilisé dans son polar intitulé Un poignard dans le dos. Rapidement, Mike Shepherd découvre qu'avant sa mort, le charismatique Rudd avait rencontré plusieurs femmes.
3. Conflits de canard (Dead Men Don't Shoot Ducks)
  - Le jour de l'ouverture de la chasse, les membres du club des Traqueurs de canards se retrouvent au bord de la rivière. Ils tirent tous en même temps et aucun canard ne tombe du ciel. Leslie, une jeune écologiste, est retrouvée morte sur son bateau, après avoir pris deux volées de grenaille. Tir accidentel ou intentionnel ?
4. Comme un oiseau en cage (Dead and Buried)
  - Corina Doyle, incarcérée pour l'assassinat de son mari, est retrouvée sans vie dans sa cellule. Tout laisse penser à un suicide, mais les analyses de Gina concluent à un meurtre. Une affaire qui prend un tour particulier pour Mike, lequel avait connu la victime par le passé. Trudy Neilson, Brenda White et Rayleen Hogg révéleront certains secrets de la vie passée de Corina Doyle, mais qui apporteront la réponse à une question qui hante Mike depuis huit ans. Cependant, ce secret est en lien avec un homme qu'avait fréquenté la victime et qui propose un surprenant marché à Mike.

### Septième saison (2021)
Le 18 septembre 2020, il est annoncé que la série reviendra pour une septième saison, cette fois sur la chaîne TV One. Il y aura six épisodes dans cette saison au lieu des quatre habituels. La diffusion de cette saison a commencé sur le service de vidéo à la demande par abonnement Acorn TV (en) le 29 mars 2021.
La saison est également marquée par le départ du lieutenant Sam Breen (joué par Nic Sampson (en)) remplacé par le lieutenant Daniel Chalmers.
1. Le Garrot et le vinklebraun (The Garotte and the Vinklebraun)
  - L'émission All Things Old and Beautiful, où les gens viennent faire estimer leurs antiquités, fait escale à Brokenwood. Le lendemain matin, son présentateur vedette est retrouvé dans sa chambre d'hôtel, la nuque brisée, assis sur un garrot à collier.
2. Un bien-être qui fait mal (The Witches of Brokenwood)
  - Une cliente du spa de Brokenwood est retrouvée morte dans le sauna. Personne ne semble la connaître et personne ne peut entrer ou sortir du spa sans être vu, mais la thèse de l'accident est néanmoins vite écartée. Dernière apparition du lieutenant Breen, remplacé par le lieutenant Chalmers.
3. Une matinée de chien (Dog Day Morning)
  - Des hommes en costume, portant tous le même masque de chien-loup, débarquent à la "Brokenwood Savings Bank" pour la dévaliser, mais le braquage tourne au fiasco et le directeur de la banque est assassiné. Lequel des quatre braqueurs au look identique a appuyé sur la détente ?
4. Un bon coup de fourche (Something Nasty in the Market)
  - Sophie Grainger, autrice de livres de cuisine, a repris en main le marché des producteurs de Brokenwood. Ce matin, au marché, chacun attend son tour pour voir ses produits pris en photo pour un prochain livre. Sophie sort enfin de la grange, et s'écroule au sol avec une fourche plantée dans le dos. Mike, Kristin et Gina, qui faisaient leur marché à ce moment-là, ne perdent pas de temps pour enquêter sur ce meurtre.
5. Sous le feu des projecteurs (Exposed to the Light)
  - Tout Brokenwood se retrouve au cinéma Brokenwood Empire pour une soirée caritative ayant pour but de sauver le bâtiment. Le seul film tourné à Brokenwood y est diffusé quand un feu se déclare. Une fois l'effervescence retombée, le propriétaire du cinéma est retrouvé mort dans la cabine de projection.
6. À la vôtre, madame Robinson (Here's to You, Mrs. Robinson)
  - L'équipe est appelée pour enquêter sur le cadavre d'une femme retrouvée morte le lendemain d'une grosse fête, mais Mike prend sa voiture, part dans une autre direction et ne semble pas disponible pour l'enquête. Kristin prend donc en charge l'enquête et trouve sur place un deuxième cadavre.

### Huitième saison (2022)
Le 28 février 2022, South Pacific Pictures (en) annonce sur son compte Twitter la fin de tournage de la saison 8.
1. Du berceau au tombeau (From the Cradle to the Grave)
  - Au musée de Brokenwood, la star, c'est Rhutenkharmese, une momie de l'Égypte antique. Mais quand on découvre une femme du XXIe siècle dans le sarcophage, Mike et son équipe vont devoir mener l’enquête.
2. Sortie de scène (Death n Bass)
  - L'équipe est appelée sur le lieu d'un festival de musique électronique. Le leader d'un groupe légendaire, retrouvé mort dans sa caravane, semble avoir été tué par un mystérieux son.
3. Du rififi au paradis (Spark to a Flame)
  - Dans un hameau au bord de l'océan, le corps d'une habitante est retrouvé dans une maison inoccupée. La veille, tous les voisins s’étaient réunis sur la plage pour un feu de joie.
4. L'Homme qui valait 6 dollars (Three Coins in a Fountain)
  - Le champion du monde d'un jeu de hasard obscur, le spoofing, est retrouvé mort dans une fontaine, avec une pièce de deux dollars dans la main.
5. L'or ne fait pas le bonheur (Good as Gold)
  - Jane Fergusson est retrouvée morte au bord de la rivière. Ses proches pensent tout de suite que c’est un Holland qui l'a tuée, à cause de la haine profonde que se vouent les deux familles depuis plus d’un siècle. Jane semblait obsédée par la pépite d'or que son ancêtre aurait trouvée un jour au fond de la rivière.
6. Quatre incendies et un enterrement (Four Fires and a Funeral)
  - Un corps calciné, ainsi que les restes d'un mannequin sont retrouvés dans les décombres d'une grange calcinée. Les soupçons se portent sur les pompiers bénévoles de Brokenwood.

### Neuvième saison (2023)
1. Brokenwood, le musical  (Brokenwood: The Musical)
  - Le compositeur de la comédie musicale retraçant l'histoire de Brokenwood meurt électrocuté sur scène pendant la première.
2. On ne choisit pas sa famille (Old Blood Money)
  - Une fête d'anniversaire a lieu au Wadsworth Manor mais au petit matin deux corps sans vie sont retrouvés.
3. Les Petites Sœurs de Sainte-Monica (Nun of the Above)
  - Une nonne est retrouvée morte étranglée sur le chemin de la chapelle. L'enquête s'avère compliquée, les sœurs du couvent ayant fait vœu de silence.
4. Comme chien et chat (Going to the Dogs)
  - Une vétérinaire est retrouvée assassinée alors qu'elle soupçonnait du dopage dans des courses hippiques.
5. En plein cœur (Shot of Love)
  - Un homme est retrouvé mort, tué par balle sur son lit d'hôtel, sans traces de lutte ou d'effraction. Kristin et Chalmers doivent mener l'enquête sans Mike qui est parti faire signer par son ex-femme les papiers de son divorce.
6. La mariée était en cuir (Motorcycle Mamas)
  - Un gang de motardes arrive à Brokenwood pour célébrer le mariage de l'une d'entre elles.

### Dixième saison (2024)
Aux États-Unis, la diffusion a commencée le 29 avril 2024. La saison est composée de 6 épisodes.
1. Brokenwood-o-saurus
  - Lorsque des fossiles de dinosaures sont découverts dans les contreforts de Brokenwood, la ville s'inquiète du développement potentiel du tourisme ; mais lorsqu'un paléontologue est retrouvé mort, l'avenir ne s'annonce pas si rose.
2. Day of the Dead
  - Lorsque la Brokenwood Small Business Association organise un marché nocturne mexicain pour le « Jour des Morts », elle ne s'attendait pas à trouver un véritable cadavre.
3. Publish or Be Damned
  - Une retraite d'écrivains dans un domaine pittoresque génère une grande inspiration lorsque leur mentor, Dame Audrey McKinnon, est retrouvée décédée, flottant sous une cascade.
4. Love You to Death
  - Le dentiste préféré de Brokenwood, Sonny Lyman, fait l'objet des attentions amoureuses de Jools Fahey. Lorsque la femme de Sonny est retrouvée gazée dans un four, Jools devient le principal suspect.
5. House of Screams
  - « La Maison des Cris », une attraction locale effrayante, devient le lieu d'un véritable meurtre lorsqu'un adolescent est retrouvé avec une faucille dans le cou.
6. Three Gold Leaves of Jesus
  - La relique de l'église de Brokenwood, un rameau de trois feuilles d'or, est volée lors de la représentation théâtrale de la nativité et l'acteur qui jouait Jésus dans la pièce est retrouvé mort.

### Onzième saison (2025)
Diffusée du 21 avril 2025, au 26 mai 2025 aux États-Unis, la saison est composée de 6 épisodes.
1. The Ghost in You
  - Lorsqu'un fan du groupe Stollen Arrow est retrouvé mort, Shepherd doit plonger dans le passé du groupe pour y trouver des réponses.
2. Sudden Death Round
  - Lorque Ryan Osbourne, un animateur radio populaire est tué dans une explosion à son ancien lycée, de vieilles rancœurs émergent parmi ses anciens camarades.
3. All Hallows Eve
  - Lors d'une séance de spiritisme, un homme cherchant à contacter son arrière grand-mère, est poignardé à mort mais le coupable ne laisse aucune trace pas même l'arme utilisée.
4. How the Other Half Dies
  - Les habitants les plus aisés de Brokenwood commencent à agir de façon étrange et bientôt le corps de l'un d'entre eux est retrouvé révélant ainsi jalousies et revenches.
5. The End of the Line
  - Hannah Winton, une professeure de science est retrouvée morte attachée à une tyrolienne alors qu'elle était en camping avec ses élèves.
6. An Oades to Christmas
  - Un homme habillé en père Noël est retrouvé mort d'une crise cardiaque, mais Gina découvre qu'elle aurait pu être provoqué par une électrocution.

## Univers de la série

### Personnages principaux
- Mike Shepherd[3] :

Au début de la série, il est sergent détective de police à la Direction centrale de la police d'Auckland et travaille sous l'autorité hiérarchique de son ami, le commissaire Simon Hughes.
Sa famille est installée en Nouvelle-Zélande depuis plus d'un siècle, son arrière-grand-père ayant été mobilisé lors de la Première Guerre mondiale dans l'infanterie montée d'Auckland (il combattit notamment à Gallipoli en 1915).
Vraisemblablement né en 1969 ou 1971, il a une sœur Susan et au moins deux neveux : Teo et Aaron, atteint de trisomie 21. Marié pendant à 5 ans à Meredith Wilmot, directrice des relations presses de la police d'Auckland, il fut également marié pendant environ deux ans à Petra Conway, qui partageait sa passion pour la musique country. Il la quitte après qu'elle l'a trompé. Il eut également une autre épouse qui, atteinte de troubles psychiatriques, mourut noyée.
Il joua longtemps au golf et surtout au tennis, ayant gagné des tournois juniors et seniors. Il ne pratique cependant plus aucun sport depuis les années 2000. En revanche, il pratique la danse en ligne. Il a d'ailleurs une passion pour la musique country, « image de la vraie vie » selon lui, sa chanson préférée étant Please help me, I'm falling d'Hank Locklin ; son film préféré est Citizen Kane.
Le 18 novembre 2011, il se rend dans la petite ville de Brokenwood pour mener l'enquête sur la mort de Nate Dunn. À l'issue de celle-ci, il quitte la direction centrale de la police et devient simple chef de la division criminelle de la police de Brokenwood, en remplacement de Gary McLeod, atteint d'un cancer en phase terminale. Il accepte pour cela de reculer d'un échelon et de redevenir simple commandant.
Il rachète le domaine appartenant à Gary McLeod, à Copersfield, soit une petite maison et 4 hectares de terrain, dont deux plantés en merlot. Il lui arrive de dialoguer parfois avec les morts. Il conduit une Holden Kingswood (en) blanche de 1971.
- Détective Kristin Sims[4] :

Après des études de psychologie, Kristin Sims intègre les forces de police et rejoint le poste de Brokenwood, quelques années avant l'arrivée de Mike Shepherd. Intelligente et parfois cynique, elle a appris à admettre puis à apprécier les méthodes du commissaire.
Elle boit du café au lait de coco et est connue pour faire le pire café qui soit.
Elle entretient dans les saisons 4 et 5 une relation avec Kahu Taylor, le cousin de Jared Morehu, qui semble s'achever au début de la saison 6, le jeune homme étant sur une plateforme pétrolière.
- Sam Breen[5] :

Agent de police  à Brokenwood, gaffeur et maladroit mais amical, il engage régulièrement des joutes verbales avec le capitaine Sims.
Il est marié à une jeune femme nommée Roxy qui n'apparaît jamais à l'écran.
Au début de la saison 7, il demande et obtient sa mutation, quittant ainsi l'équipe.
- Agent de police Daniel Chalmers :

D'origine maorie, il grandit à Brokenwood.
Une vingtaine d'années après avoir quitté la petite ville, il y revient comme agent de police en remplacement de Sam Breen.
- Dr Gina Kadinsky :

Médecin légiste. Originaire de Vladivostok, le Dr Kadinsky ne manque jamais d'évoquer ses origines, la mafia et les espions russes.
Toujours à faire du gringue à Mike Sheperd, elle jalouse la relation qu'il entretient avec le détective Sims.

### Personnages récurrents
- Jean Marlowe (Elizabeth McRae (en)) :

Octogénaire, infirmière retraitée et mémoire vivante de Brokenwood. Elle aide souvent les enquêteurs en leur donnant des informations sur les victimes.
- Frankie Oades (Karls Willetts ; VF : Stephane Pouplard) :

Surnommé "Frodon", il a un demi-frère et de nombreux cousins dont Johnny Oades.
Boxeur et chasseur, de gros comme de petit gibier, il est membre du Club des Traqueurs de canards.
Apprenti mécanicien dans le garage de Rory Parks, après l'arrestation de celui-ci, il essaie divers petits boulots, notamment la tonte de pelouse. Il ouvre ensuite un Coffee Truck.
Il sort quelque temps avec Kimberly Mason, tout en prétendant qu'elle n'est pas sa petite amie.
- Ray Neilson (Jason Hoyte (en)) :

Restaurateur, il est le frère de Trudy Neilson avec laquelle il tient le Frog and Cheetah, l'un des cinq pubs de Brokenwood.
Son épouse Debbie meurt dans le premier épisode de la saison 3.
Après l'incarcération de sa sœur, il reprend le Toad and Lion, bar karaoké. Il ouvre ensuite une pizzeria, la Porky Pigeon Pizzeria. Il est aussi propriétaire d'une agence touristique The Lord of the Ring.
- Jared Morehu (Pana Hema Taylor (en)) :

Ancien délinquant, arboriculteur et voisin de Mike Sheperd. Les deux hommes s'entendent bien et partagent des centres d'intérêts communs.
Grièvement blessé dans la saison 3, il apparaît pour la dernière fois dans la saison 6.
- Denis Buchanan (Shane Cortese (en)) :

Avocat, il fut marié à Jools Fahey avant qu'elle ne le quitte pour Mitch Waterson. Hautain et parfois orgueilleux, il lui arrive d'interférer dans les enquêtes au grand dam des policiers.

### Brokenwood
Ville fictive, Brokenwood est censée se situer dans un secteur viticole du Northland, à une vingtaine de kilomètres de la côte. Il s’agit d’une zone agricole où les cultures vont du blé à la viticulture. La cité compte environ 5 000 habitants et la région environnante abrite de nombreuses personnes qui ont fui la vie citadine, ainsi que des retraités.
La série a en grande partie été filmée dans de petites villes immédiatement au nord d'Auckland. La ville réelle de Warkworth joue également le rôle de Brokenwood. Le poste de police de Brokenwood est un bâtiment construit en 1911 et qui était autrefois le bureau de poste de Helensville.
Certaines scènes rurales ont été filmées à Riverhead et à Parakai.

### Véhicule
Mike Sheperd conduit une Holden Kingswood (en) blanche de 1971 qui, selon lui, « compense le manque de confort par l'originalité ».
Immatriculée FT1387, elle est équipée d'un lecteur de cassettes sur lequel Mike Sheperd écoute de la musique country.

### Musique
Les deux artistes dont la musique figure dans les épisodes de la série sont Tami Neilson (en) et Delaney Davidson (en). Ils interprètent en particulier Running to you, le thème musical de la série (sur l'album Dynamite! de 2014). Ils sont rejoints par Barry Saunders, Mel Parsons, Marlon Williams et The Harbour Union. Tami Neilson interprète, dans le quatrième épisode de la cinquième saison, la chanson Crazy (1961) du chanteur et guitariste de musique country américain Willie Nelson.

## Diffusion et audiences
| Saison | Épisode | Titre                              | Réalisateur         | Scénariste                     | Date de diffusion Nouvelle-Zélande | Date de diffusion France | Audience Nouvelle-Zélande | Audience France (en millions) |
| ------ | ------- | ---------------------------------- | ------------------- | ------------------------------ | ---------------------------------- | ------------------------ | ------------------------- | ----------------------------- |
| 1      | 1       | Du sang et de l'eau                | Mike Smith          | Timothy Balme, Philip Balkin   | 28 septembre 2014                  | 7 juillet 2015           | 191 340                   | 3,70                          |
| 1      | 2       | Les Raisins de la colère           | Josh Frizell        | Timothy Balme                  | 5 octobre 2014                     | 14 juillet 2015          | 131 250                   | 3,08                          |
| 1      | 3       | Pour l'amour du golf               | Michael Hurst       | James Griffin                  | 12 octobre 2014                    | 21 juillet 2015          | 164 590                   | 3,36                          |
| 1      | 4       | Chasse à l'homme                   | Mike Smith          | Timothy Balme                  | 19 octobre 2014                    | 28 juillet 2015          | 141 980                   | 3,40                          |
| 2      | 1       | Les fantômes de la ligne de touche | Mike Smith          | Nick Ward, Timothy Balme       | 27 septembre 2015                  | 14 juin 2016             | 116 160                   | 2,67                          |
| 2      | 2       | Mourir ou ne pas mourir            | Murray Keane        | Timothy Balme                  | 4 octobre 2015                     | 21 juin 2016             | 97 160                    | 2,44                          |
| 2      | 3       | La pêche du jour                   | Mike Smith          | Greg McGee                     | 11 octobre 2015                    | 28 juin 2016             | 109 730                   | 2,87                          |
| 2      | 4       | Rose sang                          | Josh Frizzell       | Timothy Balme                  | 18 octobre 2015                    | 5 juillet 2016           | 117 140                   | 2,69                          |
| 3      | 1       | Le veuf noir                       | Mark Beesley        | Timothy Balme                  | 30 octobre 2016                    | 22 janvier 2017          |                           | 3,25                          |
| 3      | 2       | Pris au jeu                        | Murray Keane        | Timothy Balme                  | 6 novembre 2016                    | 29 janvier 2017          |                           | 3,24                          |
| 3      | 3       | La mécanique du crime              | Mike Smith          | Greg McGee                     | 13 novembre 2016                   | 5 février 2017           |                           | 3,36                          |
| 3      | 4       | Un Noël rouge                      | Murray Keane        | Timothy Balme                  | 20 novembre 2016                   | 12 février 2017          |                           | 2,95                          |
| 4      | 1       | Chute libre                        | Helena Brooks       | Pip Hall                       | 29 octobre 2017                    | 4 février 2018           |                           | 3,10                          |
| 4      | 2       | Tu ne tueras point                 | Murray Keane        | Timothy Balme                  | 5 novembre 2017                    | 11 février 2018          |                           | 3,62                          |
| 4      | 3       | L'épouvantail                      | Josh Frizzelli      | Greg McGee                     | 12 novembre 2017                   | 18 février 2018          |                           | 3,09                          |
| 4      | 4       | La mémoire qui flanche             | Mark Beesley        | Timothy Balme                  | 19 novembre 2017                   | 25 février 2018          |                           | 2,96                          |
| 5      | 1       | Mort de trouille                   | Murray Keane        | Timothy Balme                  | 28 octobre 2018                    | 10 mars 2019             |                           | 3,12 (13,1 %)                 |
| 5      | 2       | Jeu, set et macchabée              | Katie Wolfe         | Pip Hall, Timothy Balme        | 4 novembre 2018                    | 17 mars 2019             |                           | 3,18 (13,1 %)                 |
| 5      | 3       | Dix petits héritiers               | Thomas Robins       | James Griffin & Timothy Balme  | 11 novembre 2018                   | 24 mars 2019             |                           | 2,852 (12,2 %)                |
| 5      | 4       | Meurtre dans un nid de coucou      | Mark Beesley        | Timothy Balme                  | 18 novembre 2018                   | 31 mars 2019             |                           | 2,754 (11,6 %)                |
| 6      | 1       | À gaz et à vapeur                  | Oliver Driver       | Nic Sampson et Timothy Balme   | 10 novembre 2019                   | 9 février 2020           |                           | 2,529 (11,1 %)                |
| 6      | 2       | Le poignard ou la plume            | Aidee Walker        | Fiona Samuel                   | 17 novembre 2019                   | 16 février 2020          |                           | 2,566 (11,3 %)                |
| 6      | 3       | Conflit de canard                  | Murray Keane        | Timothy Balme                  | 24 novembre 2019                   | 23 février 2020          |                           | 2,488 (10,6 %)                |
| 6      | 4       | Comme un oiseau en cage            | Katie Wolfe         | Timothy Balme                  | 1er décembre 2019                  | 1er mars 2020            |                           | 2,681 (11,6 %)                |
| 7      | 1       | Le garrot et le vinklebraun        | Katie Wolfe         | Timothy Balme                  | 29 mars 2021                       | 13 mars 2022             |                           | 2,639 (12,7 %)                |
| 7      | 2       | Un bien-être qui fait mal          | Aidee Walker        | Sarah-Kate Lynch               | 5 avril 2021                       | 20 mars 2022             |                           | 2,643 (12,7 %)                |
| 7      | 3       | Une matinée de chien               | Mark Beesley        | Timothy Balme, Nic Sampson     | 12 avril 2021                      | 27 mars 2022             |                           | 2,472 (11,6 %)                |
| 7      | 4       | Un bon coup de fourche             | Geoffrey Cawthorn   | Fiona Samuel                   | 19 avril 2021                      | 3 avril 2022             |                           | 2,420 (10,8 %)                |
| 7      | 5       | Sous le feu des projecteurs        | Aidee Walker        | Roy Ward                       | 26 avril 2021                      | 17 avril 2022            |                           | 2,010 (9,9 %)                 |
| 7      | 6       | À la vôtre, madame Robinson        | Mike Smith          | Timothy Balme                  | 3 mai 2021                         | 1er mai 2022             |                           | 2,527 (12,3 %)                |
| 8      | 1       | Du berceau au tombeau              | Josh Frizzell       | Timothy Balme                  | 1er juillet 2022                   | 1er octobre 2023         |                           | 2,02 (10,4%)                  |
| 8      | 2       | Sortie de scène                    | Mike Smith          | James Griffin                  | 4 juillet 2022                     | 8 octobre 2023           |                           | 1,952 (9,9 %)                 |
| 8      | 3       | Du rififi au Paradis               | Jacqueline Naim     | Roy Ward                       | 11 juillet 2022                    | 15 octobre 2023          |                           | 1,786 (6,7 %)                 |
| 8      | 4       | L'homme qui valait 6 dollars       | David De Lautour    | Timothy Balme                  | 18 juillet 2022                    | 22 octobre 2023          |                           |                               |
| 8      | 5       | L'or ne fait pas le bonheur        | Caroline Bell-Booth | Sarah-Kate Lynch               | 25 juillet 2022                    | 29 octobre 2023          |                           |                               |
| 8      | 6       | Quatre incendies et un enterrement | Michael Hurst       | Timothy Balme                  | 1er août 2022                      | 5 novembre 2023          |                           |                               |
| 9      | 1       | Brokenwood, le musical             | Katie Wolfe         | Timothy Balme                  | 10 avril 2023                      | 15 septembre 2024        |                           |                               |
| 9      | 2       | On ne choisit pas sa famille       | David De Lautour    | Roy Ward                       | 17 avril 2023                      | 22 septembre 2024        |                           |                               |
| 9      | 3       | Les Petites Sœurs de Sainte-Monica | Sima Vaele Urale    | Sarah-Kate Lynch               | 24 avril 2023                      | 29 septembre 2024        |                           |                               |
| 9      | 4       | Comme chien et chat                | Mike Smith          | Mike Smith, Timothy Balme      | 1er mai 2023                       | 6 octobre 2024           |                           |                               |
| 9      | 5       | En plein cœur                      | Jacqueline Nairn    | Timothy Balme                  | 8 mai 2023                         | 13 octobre 2024          |                           |                               |
| 9      | 6       | La mariée était en cuir            | Mike Smith          | Kathryn Burnett, Timothy Balme | 15 mai 2023                        | 20 octobre 2024          |                           |                               |
| 10     | 1       | Brokenwood-o-saurus                | Mike Smith          | Mike Smith, Timothy Balme      | 29 avril 2024                      |                          |                           |                               |
| 10     | 2       | Day of the Dead                    | Geoff Cawthorn      | Tania Klouwens, Timothy Balme  | 6 mai 2024                         |                          |                           |                               |
| 10     | 3       | Publish or Be Damned               | Awanui Simich-Pene  | Roy Ward, Laura Hill           | 13 mai 2024                        |                          |                           |                               |
| 10     | 4       | Love You to Death                  | Katie Wolfe         | Timothy Balme                  | 20 mai 2024                        |                          |                           |                               |
| 10     | 5       | The House of Screams               | David De Lautour    | Nic Sampson                    | 27 mai 2024                        |                          |                           |                               |
| 10     | 6       | Three Gold Leaves of Jesus         | Jacqueline Nairn    | Timothy Balme                  | 3 juin 2024                        |                          |                           |                               |

## DVD
En France, les coffrets DVD de la série sont édités par Showshank Films.
- La saison 1 est sortie le 16 août 2017[67].
- La saison 2, le 2 janvier 2018[68].
- La saison 3, le 6 mars 2018[69].
- La saison 4, le 3 avril 2018[70].
- La saison 5, le 2 juillet 2019.
- La saison 6, le 31 mai 2020.
- La saison 7, le 7 février 2023.
- La saison 8, le 16 avril 2024[71].